# Анна Асти
Анна Асти (на руски: Анна Анатольевна Дзюба; на украински: Ганна Анатоліївна Дзюба) е певица, солистка на групата Artik & Asti.

## Биография
Анна Асти е родена на 24 юни 1990 г. в украинския град Черкаси.
След като завършва гимназия, по указание на баща си тя записва специалност „Юриспруденция“. Докато учи в университета, тя временно работи като гримьорка.
През 2007 г. започва да пише първите си композиции след раздялата с приятеля си.
През 2010 г. продуцентът Артьом Умрихин, след като напуска групата „Караты“, решава да създаде нов музикален проект – Artik & Asti. В интернет той попада на записите на Анна и ѝ предлага сътрудничество. В музикално студио в Киев те записват първата си съвместна композиция „Антистресс“, която няма голям успех, но следващата композиция „Моя последняя надежда“ се радва на по-голяма популярност.
През 2013 г. групата издава дебютния си албум „#РайОдинНаДвоих“, след което се премества от Киев в Москва. Вторият студиен албум „Здесь и сейчас“ носи на групата доста слава, той е признат и за руски албум на годината през 2015 г. от „Яндекс.Музика“ и заема девето място в класацията на най-теглените албуми в рускоезичния „АйТюнс“.
На 2 ноември 2021 г. формацията обявява напускането на певицата и продължава дейността си в различен състав. След като напуска групата, Анна започва собствена солова кариера.